# Diego Álvarez (arcivescovo)
Diego Álvarez (Medina de Rioseco, 1555 – Trani, 10 maggio 1632) è stato un teologo, arcivescovo cattolico e domenicano spagnolo.

## Biografia
Nacque nel 1555 a Medina de Rioseco, in Spagna.
Insegnò a Burgos e Valladolid; dal 1596 difese la teoria tomista nelle dispute sulla grazia (1598-1606) a Roma. Resse il Collegio di San Tommaso a Roma.
Il 19 marzo 1607 papa Paolo V lo nominò arcivescovo metropolita di Trani. Ricevette la consacrazione episcopale il successivo 1º aprile, nella Basilica di Santa Maria sopra Minerva a Roma, per mano del domenicano Girolamo Bernerio, cardinale vescovo di Porto e Santa Rufina e sottodecano del Collegio Cardinalizio. Sconosciuti rimangono i co-consacranti.
Morì nel 1632, dopo 25 anni di episcopato. Venne sepolto nella Cattedrale di San Nicola Pellegrino a Trani.

## Opere

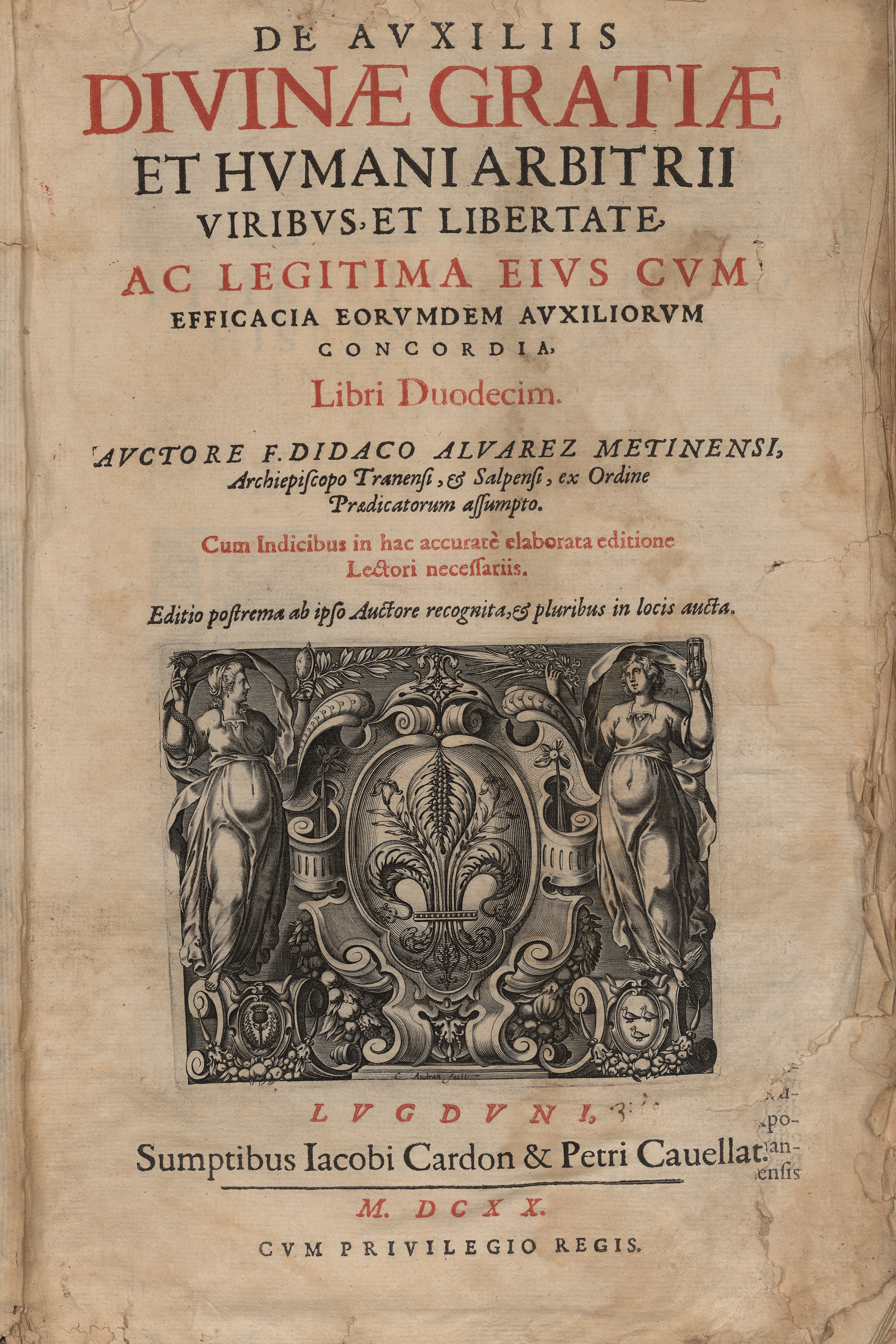
De auxiliis Diuinae Gratiae, 1620

- (LA) Diego Alvarez, De auxiliis Diuinae Gratiae et humani arbitrii viribus, et libertate, ac legitima eius cum efficacia eorundem auxiliorum concordia, Lugduni, Jacques Cardon, Pierre Cavellat, 1620. URL consultato il 21 aprile 2015.

## Genealogia episcopale
La genealogia episcopale è:
- Cardinale Scipione Rebiba
- Cardinale Giulio Antonio Santori
- Cardinale Girolamo Bernerio, O.P.
- Arcivescovo Diego Álvarez, O.P.